# Itasca County
Itasca County är ett administrativt område i delstaten Minnesota i USA. År 2010 hade countyt 45 058 invånare. Den administrativa huvudorten (county seat) är Grand Rapids.

## Politik
Itasca County röstade för demokraternas kandidat i samtliga presidentval mellan valet 1932 och valet 2012. I valet 2016 bröts trenden, då republikanernas kandidat vann området med siffrorna 54,1 procent mot 37,8 för demokraternas kandidat. Detta var första gången på 88 år som en republikansk presidentkandidat fick flest röster i området.

## Geografi
Enligt United States Census Bureau har countyt en total area på 7 583 km². 6 903 km² av den arean är land och 680 km² är vatten.    

### Angränsande countyn
- Koochiching County - norr
- Saint Louis County - öst
- Aitkin County - syd
- Cass County - sydväst
- Beltrami County - väst